# جاك ك. هورتون
جاك ك. هورتون (بالإنجليزية: Jack K. Horton)‏ هو محامي أمريكي، ولد في 1917 في نبراسكا في الولايات المتحدة، وتوفي في 3 يونيو 2000 في لوس أنجلوس في الولايات المتحدة.